# Juliana z Norwiche
Juliana z Norwiche (1342 – asi 1416) byla anglická poustevnice a křesťanská mystička. Známa je jako autorka mystického spisu Zjevení božské lásky. Žila v cele u kostela sv. Juliána v Norwichi u řeky Wensum, podle zasvěcení tohoto kostela zřejmě převzala i své řeholní jméno. Mystický zážitek, který se stal její iniciací jako vizionářky, zažila 8. nebo 13. května 1373, kdy vážně onemocněla.